# Aïcha Chenna
Aïcha Chenna o Aïcha Ech-Chenna (Casablanca, Marruecos, 14 de agosto de 1941 - 25 de septiembre de 2022) fue una trabajadora social y activista pro-derechos de las mujeres marroquíes. Comenzó a trabajar con mujeres desfavorecidas como empleada del Ministerio de Salud de Marruecos. En 1985, fundó la Association Solidarité Féminine (ASF), una organización caritativa con sede en Casablanca que ayuda a madres solteras y víctimas de maltrato.

## Primeros años
Chenna nació el 14 de agosto de 1941 durante el protectorado francés sobre Marruecos en Casablanca pero pasó sus primeros años en Marrakech. Quedó huérfana de padre a los tres años. A la madre de Chenna, antes de que se casara con el que sería el padre de Chenna, la unieron forzosamente con un viejo bereber que murió poco después. Tras la muerte de su segundo esposo la madre se volvió a casar para quedar de nuevo bajo la protección de una figura masculina. La experiencia materna pudo de algún modo influir en la preocupación que Chenna siente por la situación de las mujeres en Marruecos.
El padrastro de Chenna deseaba que abandonase los estudios a los doce años, pero su madre decidió enviarla de vuelta a Casablanca, donde vivió con su tía mientras estudiaba en un colegio de lengua francesa, el “Foch and Joffre High School”.
Su madre se reunió con ella y su tía tres años después, tras divorciarse de su padrastro, y para que Chenna pudiese seguir estudiando vendió todas sus joyas.
A los dieciséis años, abandonó la escuela para comenzar a trabajar en un hospital como secretaria para programas que investigaban enfermedades como la lepra y la tuberculosis. En 1960 comenzó su formación como enfermera en “l’Ecole d’Etat d’Infirmière” para el cuerpo estatal de enfermería” y tras ello emprendió su labor en el área educativa del Ministerio de Salud, llegando a convertirse en coordinadora de varios programas estatales de concienciación sanitaria.
Chenna ha recibido varios premios por su labor humanitaria, incluyendo el Premio Opus (por valor de un millón de dólares) en 2009. Ha llegado a ser llamada “La Madre Teresa marroquí”

## Obra social
En 1985, fundó la Association Solidarité Féminine (ASF), en la que se enseñaba a las mujeres a realizar diversas tareas con el objetivo de reintegrarlas a ellas y a sus hijos en la sociedad dándoles así un cierto nivel de independencia. Estas mujeres se encontraban discriminadas y al margen de la sociedad por hechos muy mal vistos en la sociedad marroquí tales como, por ejemplo, embarazarse sin antes estar casada.
La ASF fue reconocida como ONG por el gobierno de Marruecos en 2002, recibiendo una donación por parte del monarca Mohammed VI.
En 1996, Chenna publicó el libro Miseria: Testimonios, en la cual contaba veinte historias de mujeres con las que había trabajado. Esta obra se convirtió pronto en una referencia para el movimiento feminista de Marruecos, recibiendo un premio de la embajada francesa en Rabat y siendo traducida al árabe, ya que originalmente estaba escrita en francés.
La República de Francia le otorgó en 1995 el premio a los Derechos Humanos por la labor que ha desempeñado durante toda su vida.
En 2017 durante una entrevista para Morocco World News, Chenna quiso sacar a la palestra el problema de inseguridad y la falta de empatía a la que la sociedad marroquí se enfrenta a día de hoy, relatando que fue atracada en el barrio de Ghallef (Casablanca) sin que ninguno de los transeúntes que allí se encontraban interviniese. En esta entrevista declaró que los ciudadanos no están legalmente capacitados para intervenir en un crimen, siendo esta la tarea de los cuerpos de seguridad que, a su vez, se encuentran casi desaparecidos en las calles de Marruecos, provocando una inseguridad social importante.

## Defensa de los derechos de la mujer
Chenna ha utilizado los términos “corazón musulmán y mente secular” para referirse a sí misma, haciendo alusión a los valores sociales y de solidaridad fundamentales del Islam, a la vez que los contrapone a otros elementos no tan positivos de esta religión, como la posición de la mujer en las sociedades islámicas.
Mientras trabajaba en el Ministerio de Salud puso sobre la mesa temas que antes no se contemplaban en Marruecos, como la planificación familiar, el estatus de las madres solteras o el de los niños ilegítimos.
Como era de esperar, desde los sectores más conservadores de la sociedad marroquí no se veían con buenos ojos las propuestas que Chenna trataba de impulsar, por lo que fue criticada y su trabajo fue tachado de inmoral, llegando a ser señalada durante los rezos de los viernes en las mezquitas.
En 2005 ganó el premio Elizabeth, que es entregado desde 1978 por el “Club de Mujeres de Frankfurt” con un valor de 6.000€.
En 2009 ganó el Premio Opus y declaró que el millón de dólares que recibió irían destinados a la perpetuación de la fundación tras su muerte.
En 2017, Chenna ganó el Premio Mujer del año Monte Carlo, un premio inaugurado en 2012 y patrocinado por “Walgreens Boors Alliance”, empresa dedicada a la industria farmacéutica y el bienestar.
Probablemente el mejor galardón que Chenna tiene en su haber es la huella que ha dejado tras de sí en la sociedad marroquí incluso a nivel jurídico. En 2004 se aprobó la reforma de la ley de estatus familiar y marital, por la cual las parejas que tuviesen descendencia sin estar casadas podían casarse y evitar así el castigo que normalmente recaía sobre la mujer.

## Galardones
- Premio a los derechos Humanos de la República de Francia (1995)
- Premio Gran Atlas (1998)
- Medalla de honor del rey Mohamed VI de Marruecos (2000)
- Premio Elizabeth Norgall (2005)
- Premio Opus (2009)
- Premio Mujer del año Monte Carlo (2017)